# Warrnambool Airport
Warrnambool Airport är en flygplats i Australien. Den ligger i regionen Moyne och delstaten Victoria, omkring 230 kilometer väster om delstatshuvudstaden Melbourne.
Närmaste större samhälle är Warrnambool, omkring 10 kilometer söder om Warrnambool Airport.
Trakten runt Warrnambool Airport består till största delen av jordbruksmark. Runt Warrnambool Airport är det ganska tätbefolkat, med 207 invånare per kvadratkilometer. Genomsnittlig årsnederbörd är 931 millimeter. Den regnigaste månaden är juni, med i genomsnitt 129 mm nederbörd, och den torraste är februari, med 22 mm nederbörd.